# سانگ لین
سانگ لین (宋林؛ ۳ فوریهٔ ۱۹۶۳ – ) کارآفرین، سیاست‌مدار و مدیر ارشد اجرایی هنگ کنگی است، که در حال حاضر به‌عنوان مدیر عامل اجرایی و رییس هیئت مدیره شرکت چاینا ریزورس پاور فعالیت می‌نماید.